# Liste von Zeitungen in Singapur
Dies ist eine Liste von Zeitungen in Singapur, geordnet nach der Sprache der Publikation.

## Chinesisch
- Friday Weekly
- Lianhe Zaobao
- Lianhe Wanbao
- Shin Min Daily News
- Thumbs Up

## Englisch
- Financial Times Singapore
- New Nation
- The Business Times
- The New Paper
- The New Paper on Sunday
- The Straits Times
- The Sunday Times
- Today

## Malaysisch
- Berita Harian
- Berita Minggu

## Tamilisch
- Tamil Murasu

## Eingestellte Zeitungen
- Sin Chew Jit Poh
- Streats (seit Beginn 2005 mit Today vereinigt)